# Eutreta apicata
Eutreta apicata är en tvåvingeart som beskrevs av Erich Martin Hering 1935. Eutreta apicata ingår i släktet Eutreta och familjen borrflugor. Inga underarter finns listade i Catalogue of Life.